# 佐々木凛一
佐々木 凛一（ささき りんいち、1911年3月18日 - 没年不詳）は、日本のジャーナリスト、新聞編集者。

## 経歴・人物
名古屋市熱田区に生まれる。1928年福岡県中学修猷館、1930年3月旧制福岡高等学校文科甲類を経て、1933年3月東京帝国大学文学部英文学科を卒業。
電通に勤務後、1935年同盟通信社外信部に入り、上海、香港の各特派員、外信部次長を経て、1940年ローマ支局長となり、その後ベルリン、ストックホルム特派員を務める。
1946年世界日報（産経新聞の前身）外信部長となり、1948年世界日報が改題した世界経済新聞の編集局次長兼外信部長に就任、1950年3月産経新聞と改称。その間、1949年6月より日本放送協会（NHK）嘱託となり、ニュース解説などを担当している。
1958年9月中部日本放送（CBC）に入社し、論説委員長に就任。1965年11月取締役に選ばれ、1967年常務取締役、1969年参与、1975年論説委員（客員）を務めた。